# Stylophone
Stylophone é um instrumento musical inventado por Brian Jarvis em 1967. Conhecido por ser tocado com uma pequena caneta chamada "stylus", o instrumento é uma espécie de um sintetizador monofônico portátil.
Na música Space Oddity, de David Bowie, o instrumento é usado. Além disso, o stylophone é um dos instrumentos favoritos da cantora britânica Little Boots.